# Джозеф Крістіан Леєндекер
Джозеф Крістіан Леєндекер (англ. Joseph Christian Leyendecker; 23 березня 1874 — 25 липня 1951) — один із найвидатніших американських ілюстраторів початку 20 століття, відомий плакатними, книжковими та рекламними ілюстраціями.

## Життєпис
Джозеф Крістіан Леєндекер народився 23 березня 1874 року в Монтабаурі на заході Німеччини, крихітному селищі в родині Пітера Леєндекера (1838—1916) та Елізабет Ортсейфен Лендєекер (1845—1905). Джозеф був первістком, а його брат Франциск Ксав'єр народився через три роки. Сестра, Мері Августа, третя і остання дитина, народилась після еміграції сім'ї до Америки.
Лейєндекер мав сефардське єврейське походження через свого батька.
У 1882 році сім'я Леєндекерів імігрувала до Чикаго, штат Іллінойс, де брат Елізабет Адам Ортсейфен був віце-президентом пивоварної компанії McAvoy. В юнацькому віці він працював у чиказькій гравірувальній фірмі і виконав свою першу комерційну роботуз 60 біблійних ілюстрацій для компанії Powers Brothers Company. JC шукав претендента на навчання у школі Чиказького художнього інституту.
Після вивчення малювання та анатомії під керівництвом Джона Х. Вандерпоеля в Чиказькому художньому інституті, Джозеф. та молодший брат Франк на рік поступили в Академію Джуліана в Парижі, де вони були навчались у Тулуза-Лотрека, Жуля Шре, а також Альфонса Мухиа, лідерів французького руху в стилі модерн. У 1899 році Леєндекер створив свій перший плакат. Плакат був присвячений книзі «Одна прекрасна дочка» Френка Франкфорта Мура. [Архівовано 9 березня 2021 у Wayback Machine.]
Лейендекер помер 25 липня 1951 р. у своєму маєтку в Новій Рошелі.

### Кар'єра
У 1899 році брати Леєндекери повернулися до Америки і поселилися в Гайд-парку, штат Іллінойс. У них була студія в Чикаго, в будівлі образотворчого мистецтва. 20 травня того ж року Джозеф отримав перше замовлення на обкладинку Saturday Evening Post — початок своєї сорока чотирирічної співпраці з найпопулярнішим журналом країни. Врешті-решт він випустить 322 обкладинки для журналу, представляючи багато знакових візуальних образів.

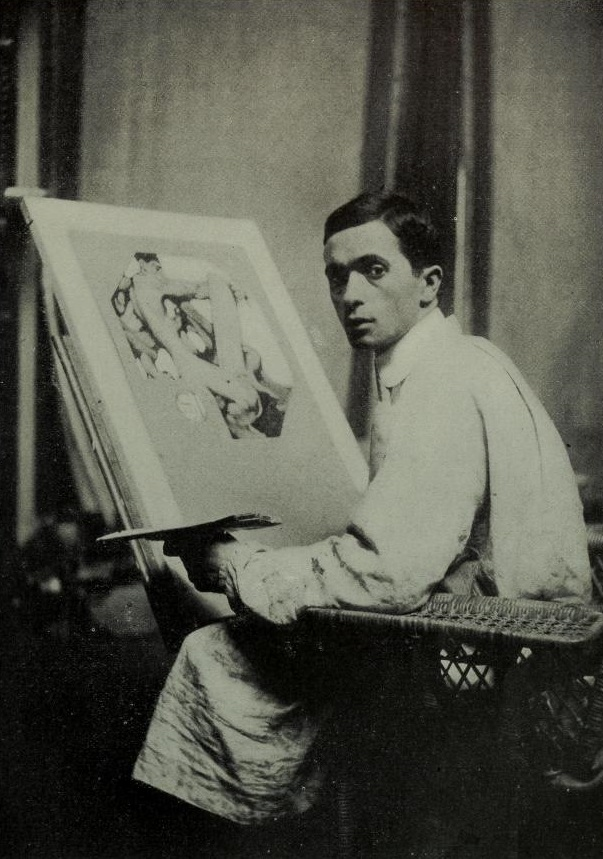
Леєндекер у своїй студії

У 1900 році Джозеф, Френк та їх сестра Мері переїхали до Нью-Йорка, тоді центру американського комерційного мистецтва, реклами та видавничої справи. Протягом наступного десятиліття брати почали прибуткові довгострокові стосунки з виробниками одягу. Джозефа найняли для розробки серії зображень марки сорочок-комірів Arrow. Людина зі стрілками Леєндекера, а також зображення, які він згодом створив для костюмів Куппенгеймера та вплетених шкарпеток, стали визначати модного американського чоловіка на початку десятиліть ХХ століття. Леєндекер часто використовував свою улюблену модель і партнера Чарльза Біча (1881—1954).
Ще одне важливе замовлення для Леєндекера було від компанії Kellogg's, виробника продуктів для сніданків. У рамках рекламної кампанії він створив серію із двадцяти «Дітей Келлога» для просування кукурудзяних пластівців.
У 1914 році Леєндекери у супроводі Чарльза Біча переїхали до художньої студії в Нью-Рошелі, штат Нью-Йорк, де Жозеф проживатиме до кінця свого життя. Під час Першої світової війни художник також малював плакати з вербування для військових США.
20-ті роки минулого століття були вершиною кар'єри Леєндекера, і деякі його роботи були завершені у цей час. Сучасна реклама вступила у свої права, і Леєндекер вважався одним із найвидатніших американських комерційних художників. Популярність поширилася і за межі комерційного шоу, і в особисте життя Леєндекера. Вечірки, які вони влаштовували у своєму домі / студії в Нью-Рошелі, були важливими соціальними заходами.

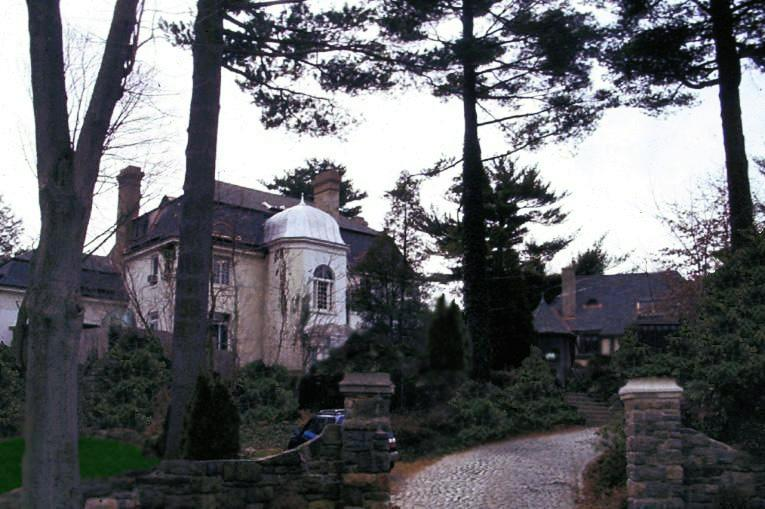
Будинок художника на горі Том-роуд у Нью-Рошелі, штат Нью-Йорк

Двадцяті роки ознаменувались вершиною кар'єри Дж. К. Леєндекера, а1930-ті ознаменували початок її занепаду. Приблизно в 1930–31 рр. Клуетт, Пібоді та Ко. Перестали використовувати ілюстрації Леєндекера у своїх рекламах сорочок та краваток, оскільки комірне виробництво серйозно занепало після 1921 року. У цей час завжди сором'язливий Лейендекер ставав дедалі замкнутішим, рідко спілкуючись із людьми. Кількість замовлень, які отримував Леендекер, постійно зменшувалася.
Остання обкладинка Леєндекера для Saturday Evening Post була 2 січня 1943 р.. Серед найбільш відомих робіт були плакати для Військового міністерства США, на яких Леєндекер зобразив командуючих офіцерами збройних сил, що заохочують придбання облігацій для підтримки зусиль країни у Другій світовій війні.

## Творчість
З 1896 по 1950 рік Леєндекер написав понад 400 обкладинок журналів, а також багато рекламних ілюстрацій до своїх інтер'єрних сторінок. Леєндекер «практично винайшов ідею сучасного дизайну журналів».
Його роботи можна знайти в колекціях Музею Хаггіна в Стоктоні, Каліфорнія, Національному музеї американської ілюстрації та Грейс Вандербільт у Ньюпорті, штат Р. І., та у Військовому музеї та бібліотеці Пріцкера в Чикаго, штат Іллінойс.

## Особисте життя
Історики оцінюють елементи особистого життя Леєндекера як такі, що відповідають типовій моделі, що була характерна для багатьох геїв, які жили в його час.
Лейєндекер ніколи не був одружений і більшу частину свого дорослого життя (1903—1951) прожив з іншим чоловіком, моделлю Чарльзом А. Бічем. Біч був менеджером студії Лейєндекера та частою моделлю. Багато біографів описують Біча як романтичного, сексуального або життєвого партнера Лейєндекера з причин, зазначених раніше. Вони також описують Лейєндекера як «гея» або «гомосексуала».

## Спадщина
Як головний ілюстратор обкладинки надзвичайно популярного Saturday Evening Post протягом першої половини 20 століття, робота Леєндекера допомагала формувати багато візуальних аспектів культури епохи в Америці. Основний образ Санта- Клауса популяризував Леєндекер.
Візуальний стиль мистецтва Леєйендекера надихнув графіку у відеоіграх «Кинджал Амона Ра», а також дизайни в Team Fortress 2, ПК, Xbox 360 та PlayStation 3.
Робота Леєндекера надихнула Джорджа Лукаса і є частиною колекції Музею оповідного мистецтва Лукаса.
П'єса «Закоханий у комірця зі стрілами» написана Ленсом Рінгелем та режисером Чаком Маклом драматизує життя Лейендекера.

## Галерея

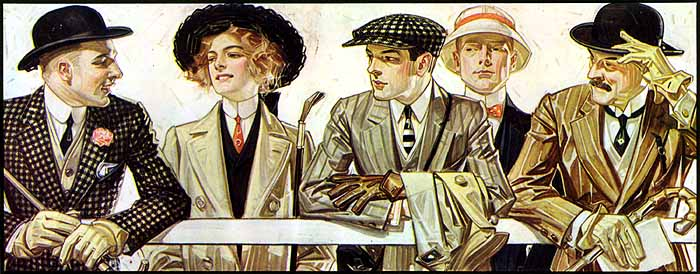
Illustration for Arrow Collar, 1907. J.C. Leyendecker
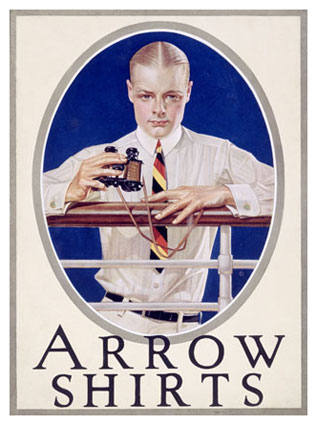
Arrow Shirt ad from the 1920s
Illustration for Queen Maev in Myths and Legends of the Celtic Race, 1911
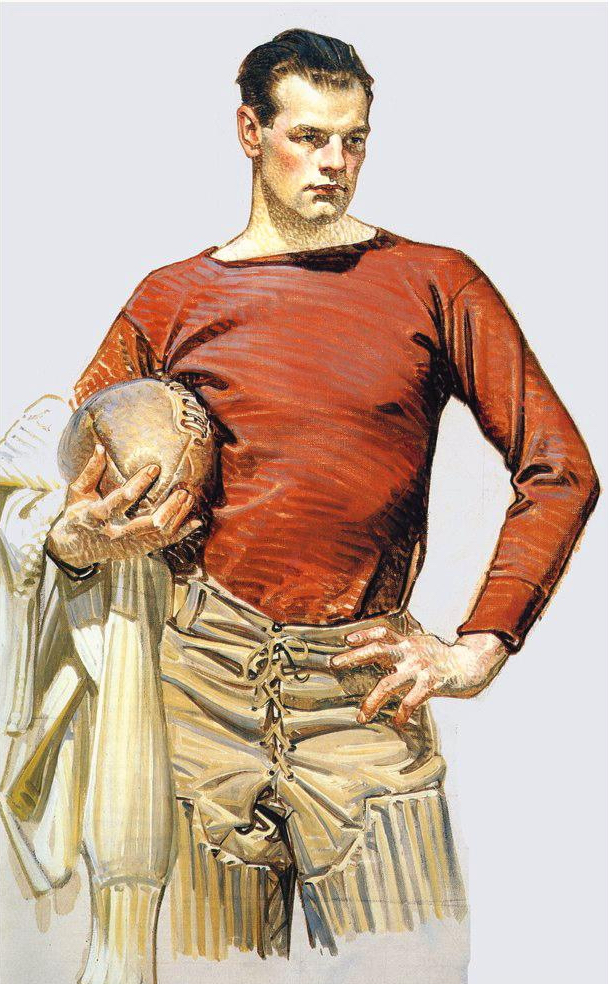
Drawing from 1913
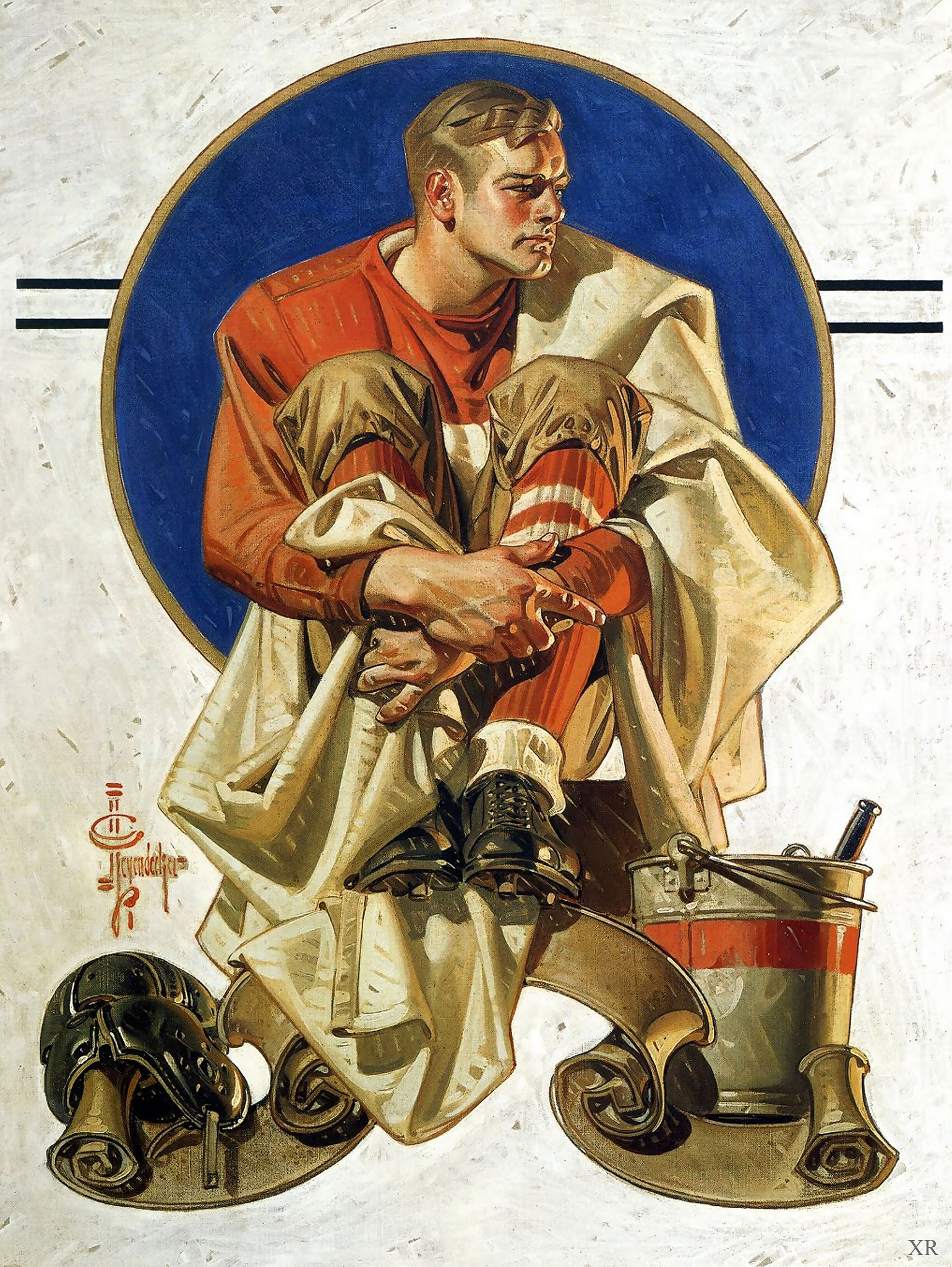
Study for the cover of The Saturday Evening Post
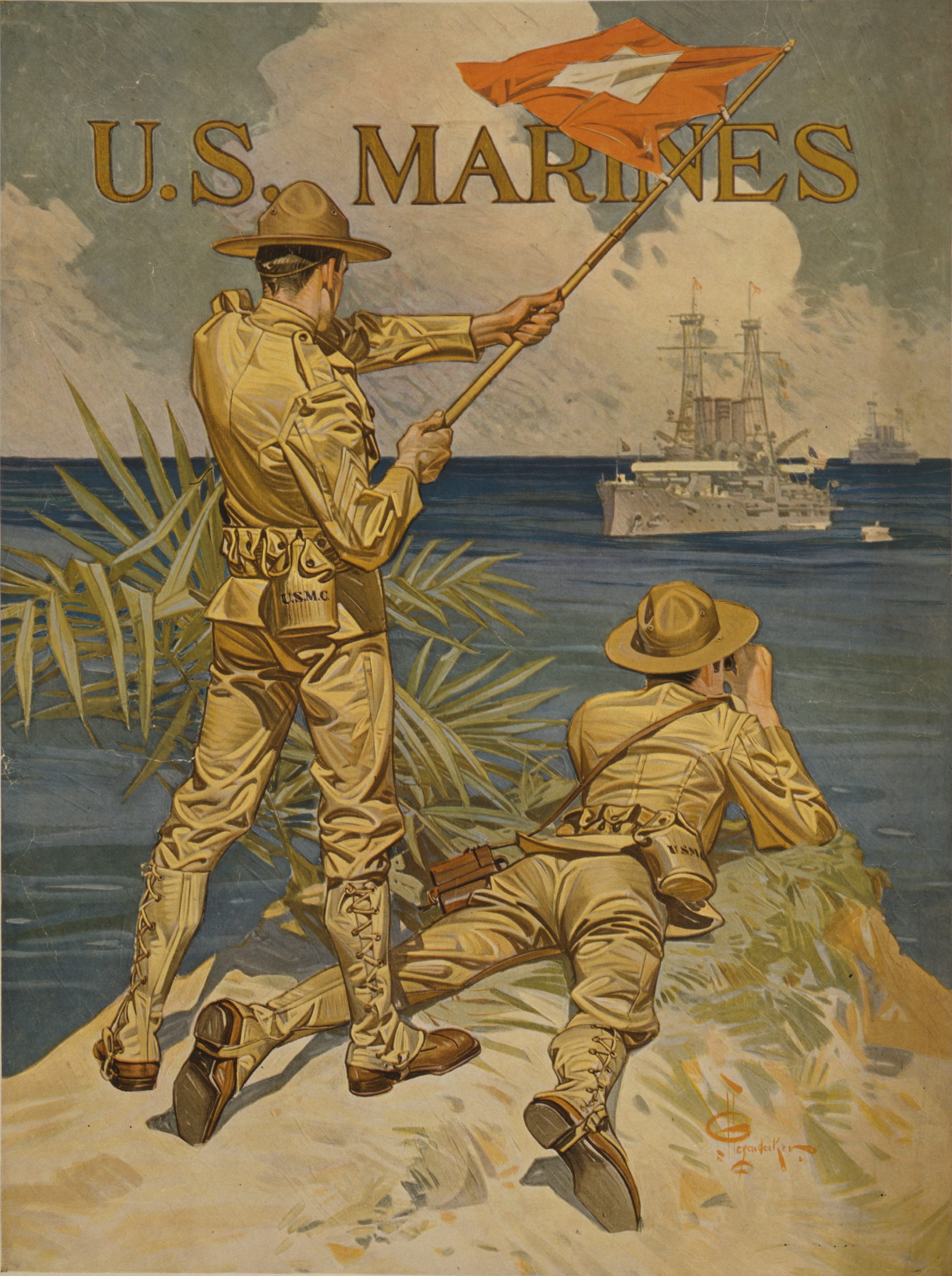
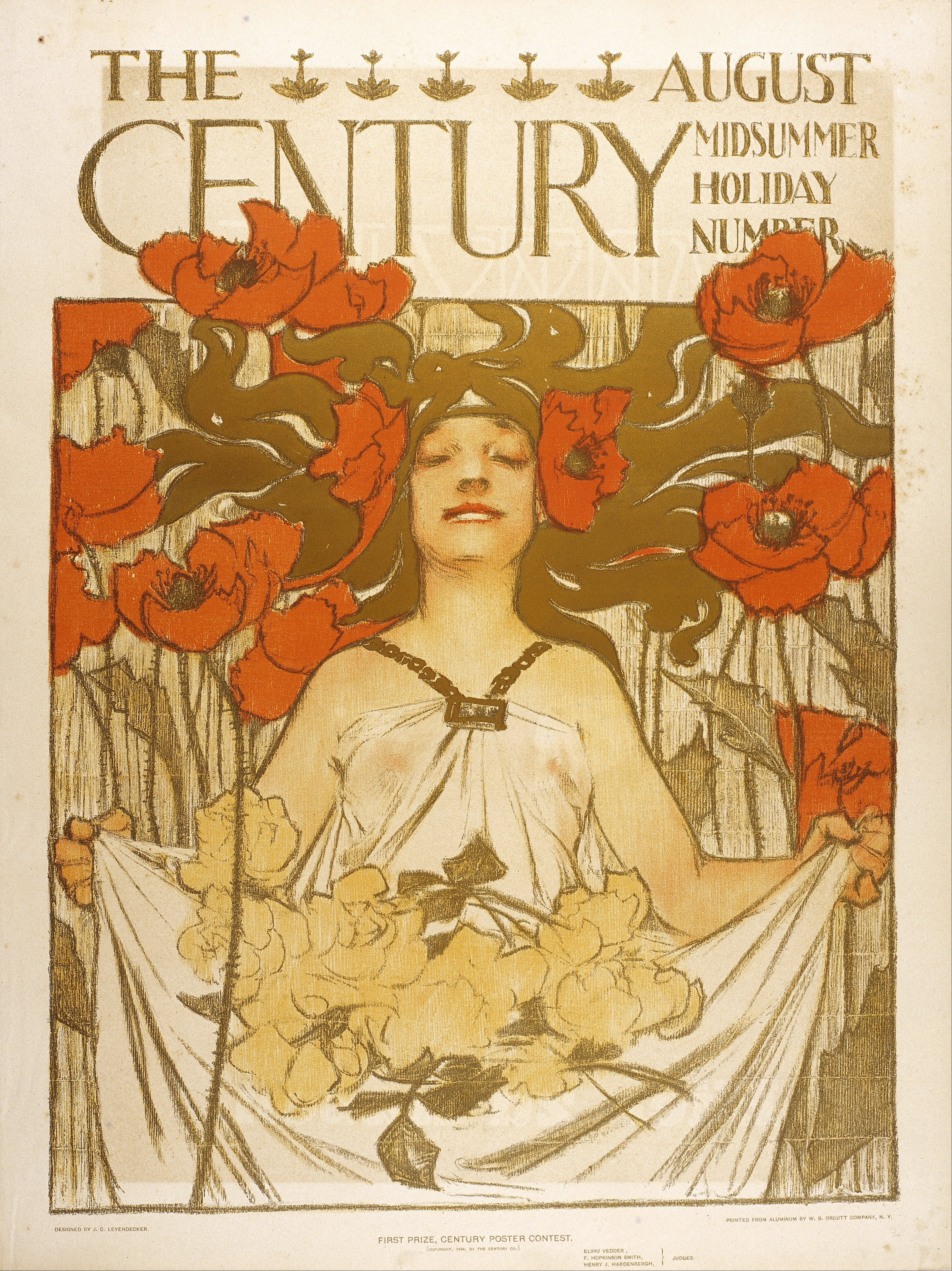
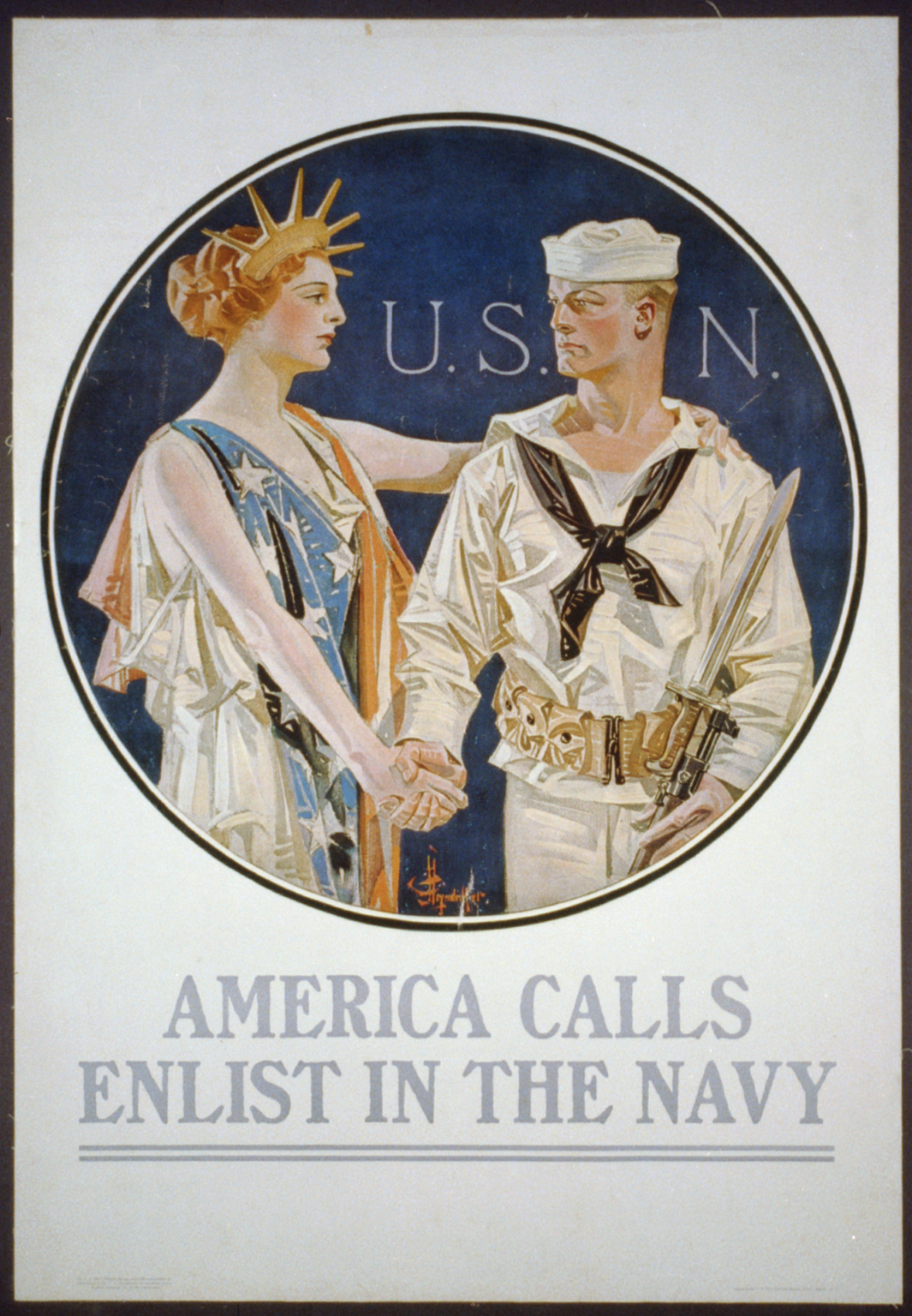
Ad asking Americans to enlist in the Navy
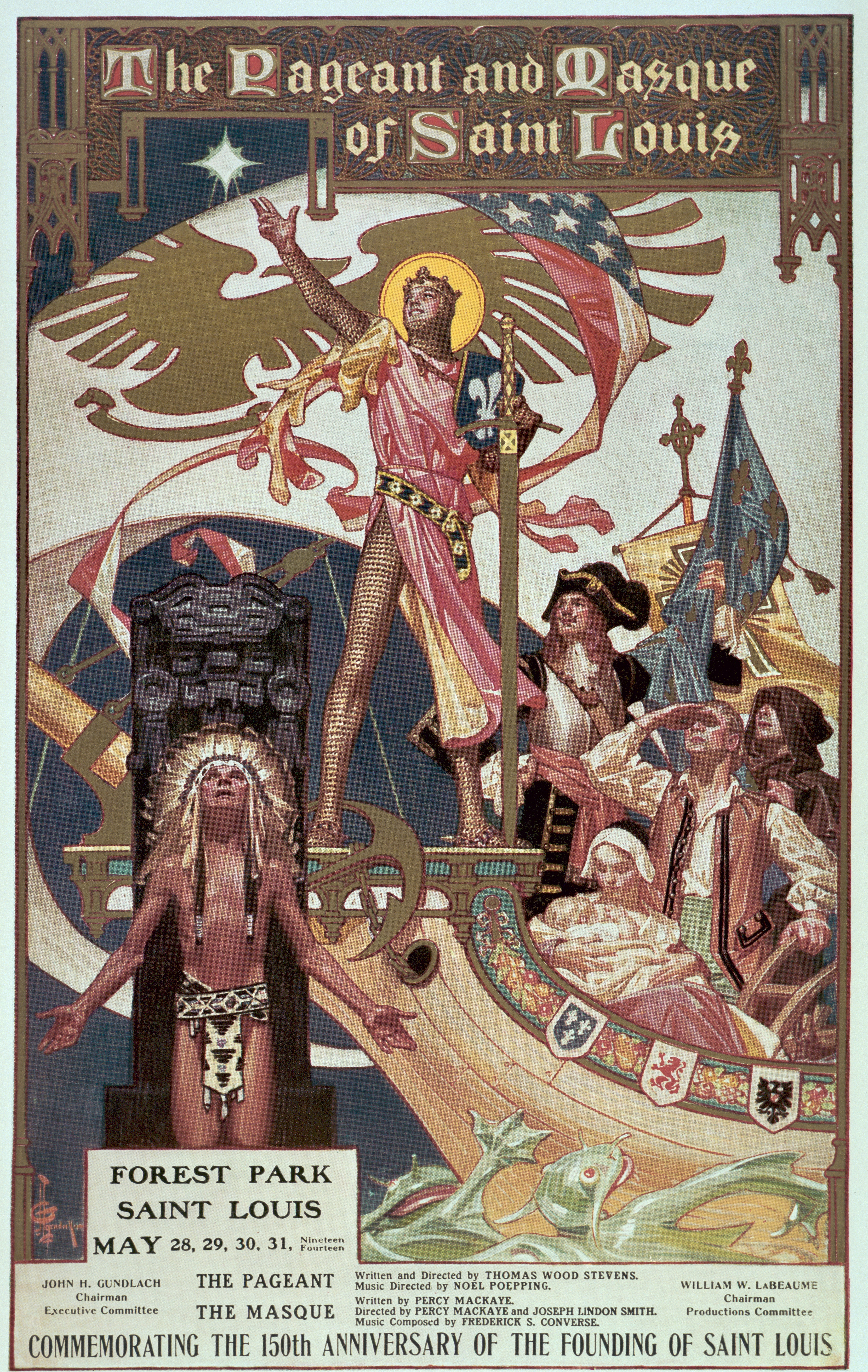
Poster- The Pageant and Masque of St. Louis, Forest Park, May 28-31, 1914